# Staufenberg-Schule Durbach
Die Staufenberg-Schule ist eine Grund- und Hauptschule mit Werkrealschule in Durbach.
Sie wurde 1899 am jetzigen Standort errichtet. Rund 220 Schüler und Schülerinnen in den Klassen 1–9 werden von 18 Lehrern unterrichtet. Die ersten und zweiten Klassen befinden sich in der Außenstelle in Ebersweier, wobei die Schulverwaltung im Hauptgebäude in Durbach ihren Sitz hat.
Das Einzugsgebiet der Staufenberg-Schule erstreckt sich vom Ortsteil Gebirg über Durbach und Unterweiler bis nach Ebersweier.

## Geschichte
Im Jahre 1787 wurde das Schulhaus im Ortsteil Gebirg errichtet. Erste Erwähnungen einer Schule im ehemaligen Schul- und Rathaus findet man aus den Jahren um 1792. Dieses Schulhaus wurde 1823 erweitert.
Die ehemalige Wirtschaft "Zum Staufenberg" wurde 1848 zum zweiten Schulgebäude umgebaut.
1899 wurde das Schulhaus am heutigen Standort neu aufgebaut. Bis zum Jahr 1978 kamen Erweiterungen in Form von Physik-, Werk-, HTW-Raum, Schulküche, Lehrerzimmer und Mehrzweckraum hinzu.
1979 wurde das Schulhaus in Ebersweier zur Außenstelle der GHS Durbach. Dieses wurde 1995 außen saniert.
Aktuell läuft die Planung zur Erweiterung und Sanierung der Schule.

## Profilierung
Viele Projekte, Aktivitäten und AGs werden unter dem Profil der Schule "Bewegung-Natur-Gesundheit" angeboten.
In Ebersweier werden viele Schüler in der ersten und letzten Schulstunde durch das Modell "Verlässliche Grundschule" betreut.